# 원각경언해

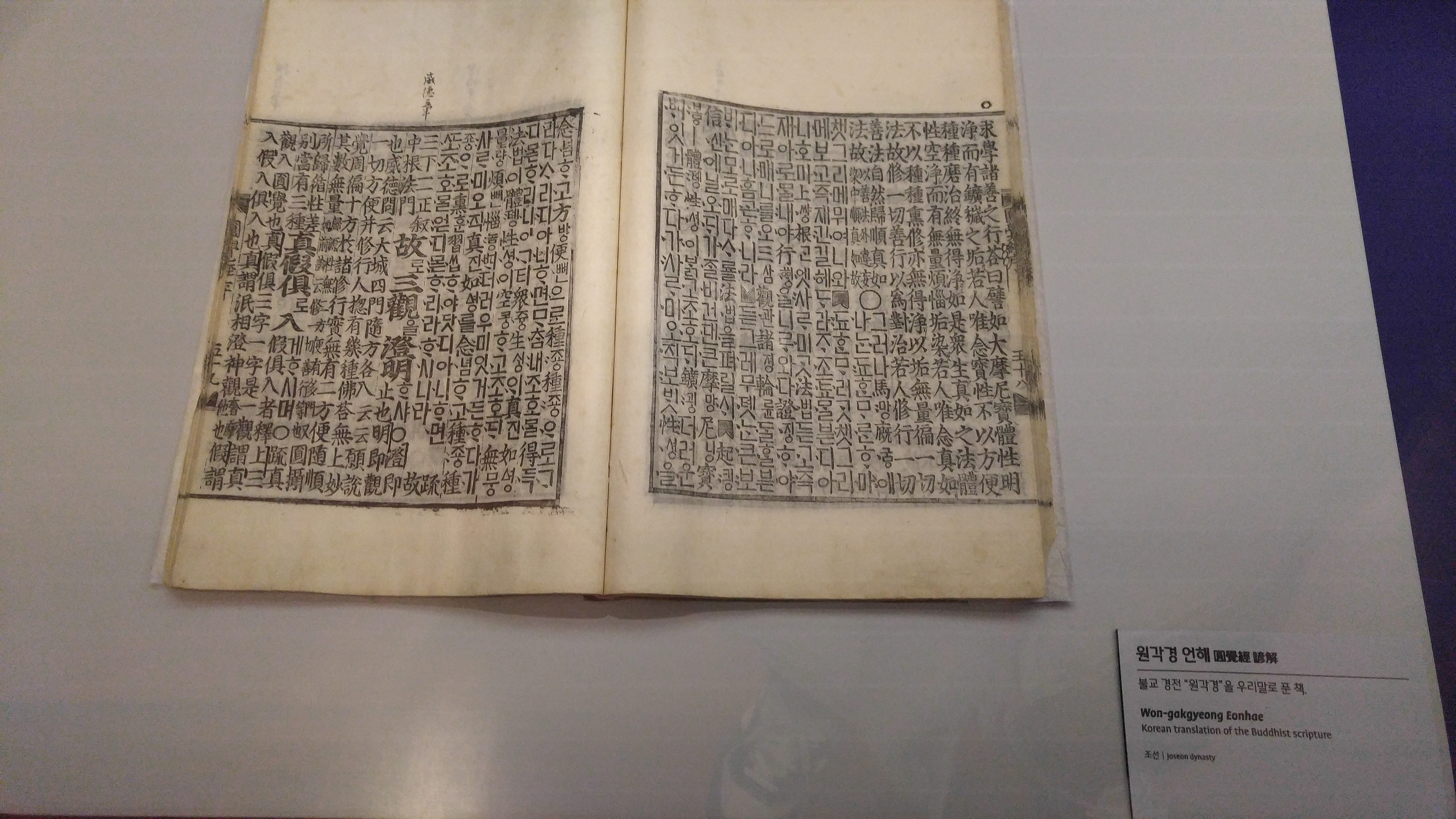
국립한글박물관에 전시된 원각경언해

《원각경언해》(圓覺經諺解)는 조선 세조 때 신미 · 한계희 등이 《원각경(圓覺經)》을 한글로 번역한 것이다. 세조 10년에 간행되었고, 선조 8년에 중간되었다.

## 참고 문헌
- 이 문서에는 다음커뮤니케이션(현 카카오)에서 GFDL 또는 CC-SA 라이선스로 배포한 글로벌 세계대백과사전의 내용을 기초로 작성된 글이 포함되어 있습니다.